# Шиленко, Борис Александрович
Борис Александрович Шиленко (7 сентября 1938, Киев — 6 января 2014, Киев) — советский украинский кинорежиссёр.

## Биография
Родился в 1938 году в Киеве.
Работал киномеханником одного из киевских кинотеатров.
В 1966 году окончил кинофакультет Киевского института театра, кино и телевидения имени И. К. Карпенко-Карого.
Работал режиссером на «Укртелефильме», Киностудии имени А. П. Довженко.
После 1990 года не снимал, преподавал в Институте экранных искусств, в последние годы вёл в Доме кино цикл вечеров о кинематографе.
Умер в 2014 году в Киеве, похоронен на Байковом кладбище.

## Фильмография
- 1966 — К свету! (киноальманах)
- 1967 — Беда от нежного сердца (короткометражный)
- 1976 — Остров юности
- 1979 — Киевские встречи (киноальманах)
- 1981 — Под свист пуль
- 1987 — Пока есть время
- 1990 — Чёрная долина